# Federazione cestistica degli Emirati Arabi Uniti
La Federazione cestistica degli Emirati Arabi Uniti è l'ente che controlla e organizza la pallacanestro in Emirati Arabi Uniti.
La federazione controlla inoltre la nazionale di pallacanestro degli Emirati Arabi Uniti. Ha sede a Dubai e l'attuale presidente è Ismail Al Gergawi.
È affiliata alla FIBA dal 1976 e organizza il campionato di pallacanestro degli Emirati Arabi Uniti.